# Puna (geografia)
Puna – strefa wyżyn śródandyjskich, które zalegają część Peru, Boliwii, Chile i Argentyny o równinnej, nieznacznie pofałdowanej powierzchni. Występują na niej duże dobowe wahania temperatury.